# گوین «بیگ بوی» ویلیامز
گوین "بیگ بوی" ویلیامز (انگلیسی: Guinn "Big Boy" Williams؛ ‏ ۲۶ آوریل ۱۸۹۹ – ۶ ژوئن ۱۹۶۲) هنرپیشه اهل ایالات متحده آمریکا بود.

## فیلم‌شناسی
- پالی هنرمند سیرک
- دختر دانا
- شب بانوان در حمام
- مرداب
- شهر داج
- ویرجینیا سیتی
- ستاره‌ای متولد شده‌است
- پیاده‌روی لاس‌زنی
- دختر شهری
- نیروی دریایی وارد می‌شود
- کومانچروها
- جهان‌های خصوصی
- مسیر سانتافه
- آلامو
- رشته‌کوه راکی
- تو و من
- کشتی نوح
- ازجان‌گذشتگان
- باج‌گیری
- مرد بد
- نوادا